# Altaria (zespół muzyczny)
Altaria – fiński zespół grający melodyjny power metal, który na początku 2000 roku założyli Marko Pukkila i Tony Smedjebacka. 

## Historia

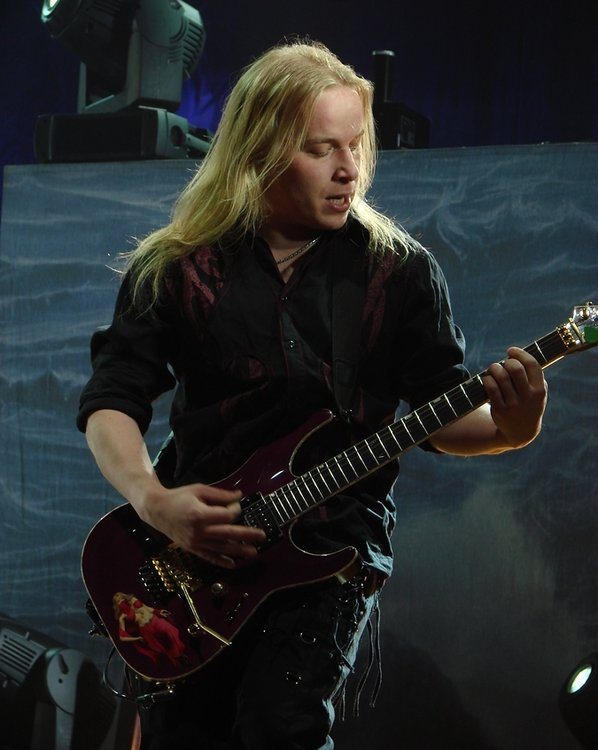
Erno Vuorinen, gitarzysta Altarii w latach 2002–2004

Zespół Altaria powstał na początku 2000 roku z inicjatywy Marko Pukkili i Tony'ego Smedjebacki – członków grupy Blindside. Wkrótce dołączyli do nich Johan Mattjus i Jani Liimatainen – gitarzysta grupy Sonata Arctica.
W 2001 roku grupa wydała własnym nakładem pierwsze demo Sleeping Visions, zawierające trzy utwory. W roku 2002 po raz pierwszy zmienił się skład zespołu – Jouni Nikula zastąpił Johana Mattjusa początkowo na dwóch koncertach, a wkrótce stał się stałym członkiem grupy. W tym samym roku ukazało się drugie demo Feed The Fire, zawierające cztery utwory, które zdobyły dość dużą popularność, co zaowocowało podpisaniem w sierpniu 2002 roku kontraktu z wytwórnią AOR Heaven. Do zespołu dołączył również nowy gitarzysta – Erno Vuorinen (Nightwish).
W czerwcu 2003 roku miał premierę debiutancki album grupy Invitation. Jeszcze przed trasą koncertową promującą to wydawnictwo Altarię opuścił Jouni Nikula, którego zastąpił Tapio Laiho (Kilpi). W 2004 roku z grupy odszedł również Erno Vuorinen, który był zajęty nagrywaniem piątego albumu Nightwish. W czasie koncertów zespół wspomagał więc Petri Aho, gitarzysta z Blindside.
W maju 2004 roku ukazał się kolejny album Altarii Divinity.
W czerwcu 2005 roku Altarię opuścił Jani Liimatainen, który był zajęty swoim głównym projektem – grupą Sonata Arctica. Zastąpił go Juha-Pekka Alanen (Celesty).
W marcu 2006 roku miał premierę trzeci album Altarii The Fallen Empire, w którego nagraniu gościnnie udział wzięli Rowan Robertson i Henrik Klingenberg. Jako stały członek dołączył do zespołu Petri Aho. W grudniu 2006 roku odszedł natomiast Tapio Laiho, którego w styczniu 2007 roku zastąpił Marco Luponero.
W styczniu 2008 roku Altarię opuścił Marko Pukkila, jeden z założycieli tej grupy. Pukkila razem z Janim Liimatainenem i Jannem Hurmem (Human Temple) założył nowy zespół Dream Asylum.
W sierpniu 2009 roku ukazało się Unholy, pierwszy album studyjny Altarii wydany przez wytwórnię Escape Music.

## Muzycy
| 2000–2001 | - Tony Smedjebacka - Marko Pukkila - Johan Mattjus - Jani Liimatainen                |
| 2002      | - Tony Smedjebacka - Marko Pukkila - Jani Liimatainen - Jouni Nikula - Erno Vuorinen |
| 2003–2004 | - Tony Smedjebacka - Marko Pukkila - Jani Liimatainen - Erno Vuorinen - Tapio Laiho  |
| 2005–2006 | - Tony Smedjebacka - Marko Pukkila - Tapio Laiho - Juha-Pekka Alanen                 |
| 2007–2008 | - Tony Smedjebacka - Marko Pukkila - Juha-Pekka Alanen - Marco Luponero - Petri Aho  |
| od 2009   | - Tony Smedjebacka - Juha-Pekka Alanen - Marco Luponero - Petri Aho                  |

### Obecny skład zespołu
- Marco Luponero – śpiew, gitara basowa (2007–)
- Juha-Pekka Alanen – gitara (2005–)
- Petri Aho – gitara (2004, 2006–)
- Tony Smedjebacka – perkusja (2000–)

### Byli członkowie zespołu
- Johan Mattjus – śpiew (2000–2002)
- Jouni Nikula – śpiew (2002–2003)
- Tapio Laiho – śpiew (2003–2006)
- Erno Vuorinen – gitara (2002–2004)
- Jani Liimatainen – gitara, instrumenty klawiszowe (2000–2005)
- Marko Pukkila – gitara basowa (2000–2008)

### Gościnna współpraca
- Petri Aho – gitara (trasa koncertowa 2004–2007)
- Jani Liimatainen – gitara (trasa koncertowa 2006)
- Rowan Robertson – gitara (The Fallen Empire, 2006)
- Henrik Klingenberg – instrumenty klawiszowe (The Fallen Empire, 2006)

## Dyskografia

### Albumy studyjne
- Invitation (2003)
- Divinity (2004)
- The Fallen Empire (2006)
- Unholy (2009)

### Dema
- Sleeping Visions (2001)
- Feed The Fire (2002)

### Kompilacje
- Divine Invitation (2007)